# Cani
Rubén Gracia Calmache, conhecido como Cani (nascido em 3 de agosto de 1981 em Zaragoza, Aragon), é um ex-futebolista espanhol.
Mesmo obtendo destaque durante as 8 temporadas em que defendeu consecutivamente o Villarreal, no mês janeiro de 2015 aos 33 anos, Cani foi emprestado Atlético de Madrid até o fim da temporada 2014/2015.